# Deutscher Forstverein
Der Deutsche Forstverein e. V. ist ein gemeinnütziger Verein.
Er entstand am 21. August 1899 in Schwerin durch die Verschmelzung der „Versammlung Deutscher Forstmänner“ mit dem „Reichsforstverein“.
Er ist die Dachorganisation von 11 Länderforstvereinen:
- Baden-Württembergischer Forstverein
- Bayerischer Forstverein
- Brandenburgischer Forstverein
- Hessischer Forstverein
- Forstverein Mecklenburg-Vorpommern
- Forstverein Nordrhein-Westfalen
- Nordwestdeutscher Forstverein (Niedersachsen, Bremen, Hamburg und Schleswig-Holstein)
- Forstverein Rheinland-Pfalz/Saarland
- Forstverein Sachsen-Anhalt
- Sächsischer Forstverein
- Thüringer Forstverein

Die Mitglieder sind überwiegend Forstleute und Waldbesitzer. Die Organisationsstruktur des Deutschen Forstvereins in 11 eigenständigen Länderforstvereinen entspricht dem föderalen Staatsaufbau Deutschlands. Der Forstverein hat derzeit ca. 7.000 Mitglieder.

## Ziele
Der Verein verfolgt gemäß seiner Satzung unter anderem folgende Ziele:
- Fürsorge für den heimischen Wald im Rahmen der Waldgesetze sowie des Natur- Landschafts- und Umweltschutzes
- Verbesserung der Rahmenbedingungen der deutschen Forstwirtschaft durch forstpolitische Initiativen
- Förderung der Forstwirtschaft und Forstwissenschaft

Im Verein werden aktuelle Probleme der Forst- und Holzwirtschaft thematisiert, diskutiert, und nach Problemlösungen und Auswegen gesucht. Dies trifft Fragestellungen aus den Bereichen Waldbau, Betriebswirtschaft, Holzvermarktung, Holztechnologie und Arbeitswissenschaft sowie Forst- und Umweltgesetzgebung, Naturschutz, Klimawandel und Forstpolitik.

## Geschichte
Aus der Versammlung deutscher Forstmänner und dem Reichsforstverein gründete sich am 22. August 1899 in Schwerin der Deutsche Forstverein. Neben dem Deutschen Reich und den Staaten war der Deutsche Forstverein von 1899 bis 1919 die einzige Adresse deutscher Forstpolitik. Erster Präsident war Bernhard Danckelmann. Ein Jahr später wurde der Forstwirtschaftsrat als politischer Ausschuss des Deutschen Forstvereins gegründet, in dem Großprivatwaldbesitzer und Vertreter der Länderforstvereine aktuelle Themen behandelten.
Durch Verselbständigungsbestrebungen akademisch gebildeter Forstleute im Deutschen Forstverein kam es 1903 zu Aufrufen zur Bildung des Vereins deutscher Privatforstbeamter und der Vereinigung akademisch geprüfter Forstbeamter. Zu Beginn der 1920er-Jahre trennte sich der Deutsche Forstverein von Beamtenorganisationen, die ausschließlich Standesinteressen vertraten. Lediglich der Verein der höheren Forstbeamten Bayerns blieb im Deutschen Forstverein, da seine Ziele den Forstvereinszielen entsprachen.
Im Jahr 1919 kam es zur Trennung des Forstwirtschaftsrates vom Deutschen Forstverein. Es wurde unter Mithilfe des Deutschen Forstvereins der Reichsforstwirtschaftsrat gegründet (1934 aufgelöst, 1950 Neugründung als Deutscher Forstwirtschaftsrat). Die Waldbesitzerinteressen konnten im Deutschen Forstverein ohne Forstwirtschaftsrat nicht mehr ausreichend vertreten werden, daher kam es zur Neugründung des Reichsverbandes Deutscher Waldbesitzerverbände (Auflösung 1934, Wiedergründung als Arbeitsgemeinschaft Deutscher Waldbesitzerverbände 1949).
Die erste gemeinsame Sitzung der Länderforstvereine mit dem Deutschen Forstverein fand 1921 statt, vorher gab es die Zusammenarbeit nur im Forstwirtschaftsrat.
Anlässlich der 35. Jahrestagung im September 1952 wurde der Deutsche Forstverein wiederbegründet.
Nach der Wende gründeten sich der Thüringer Forstverein, der Brandenburgischer Forstverein, der Forstverein Mecklenburg-Vorpommern, der Sächsische Forstverein und der Forstverein Sachsen-Anhalt und wurden 1990/1991 in den Deutschen Forstverein aufgenommen. Anlässlich seiner 100-Jahr-Feier in Schwerin fand 1999 erstmals keine reine Fachtagung statt, sondern es wurde die Öffentlichkeit ins Tagungsgeschehen einbezogen.

## Vorsitzende und Präsidenten des Deutschen Forstvereins seit 1899
| 1899–1901 | Vorsitzender Landforstmeister Bernhard Danckelmann, Eberswalde           |
| 1901–1903 | Vorsitzender Oberforstmeister Carl Eduard Ney, Metz                      |
| 1903–1910 | Vorsitzender Hofkammer-Präsident Paul von Stünzner, Berlin               |
| 1910–1913 | Vorsitzender Ministerialdirektor Karl von Branza, München                |
| 1913–1916 | Vorsitzender Oberforstrat Paul Riebel, Filehe                            |
| 1917–1918 | Vorsitzender Hofkammer-Präsident Hans von Bassewitz, Gotha               |
| 1918–1933 | Vorsitzender Ministerialdirektor Lorenz Wappes, München                  |
| 1933–1938 | Vereinsleiter Generalforstmeister Walter von Keudell, Hohenlübbichow     |
| 1938–1944 | Vereinsleiter Generalforstmeister Friedrich Alpers, Berlin               |
| 1944–1945 | Vereinsleiter Ministerialdirektor Otto Mahler, Berlin                    |
| 1952–1958 | Präsident Staatsrat Landesforstmeister Karl Hesse, Wiesbaden             |
| 1958–1970 | Präsident Ministerialdirigent Franz Klose, Bonn                          |
| 1970–1982 | Präsident Oberforstdirektor Karl Kwasnitschka, Donaueschingen            |
| 1982–1990 | Präsident Oberforstdirektor Franz Freiherr Riederer von Paar, Regensburg |
| 1990–2001 | Präsident Ministerialdirigent Wolfgang Dertz, Wiesbaden                  |
| 2001–2005 | Präsident Forstdirektor Henning Graf von Kanitz, Bad Laasphe             |
| 2005–2009 | Präsident Forstdirektor Anton Hammer, Baden-Baden                        |
| seit 2009 | Präsident Ministerialdirigent Carsten Wilke, Taunusstein                 |

## Auszeichnungen des DFV
Zum 100. Geburtstag von Lorenz Wappes (Vorsitzender des DFV von 1918 bis 1933) wurde 1960 vom DFV der Lorenz-Wappes-Preis gestiftet. Mit dem Preis werden herausragende Aktivitäten im Bereich der öffentlichen Darstellung des Waldes und der Forstwirtschaft geehrt. Mit der Stiftung der Bernhard-Eduard-Fernow-Plakette gemeinsam mit dem Amerikanischen Forstverein (Society of American Foresters, SAF) im Jahre 1964 sollen Personen geehrt werden, die sich um die internationale forstliche Zusammenarbeit verdient gemacht haben.

## Ausschüsse und Kooperationen
Der Verein bildet zu aktuellen Thema wie beispielsweise Klimawandel, Holzwirtschaft und Naturschutz Ausschüsse, die Stellungnahmen oder Grundsatzpapiere erarbeiten. Anknüpfend an die Arbeit des früheren DFV-Ausschusses für internationale forst- und holzwirtschaftliche Zusammenarbeit (AifhZ) ist 2010 das Netzwerk für internationale nachhaltige Waldwirtschaft (NIWA) gegründet worden, um international tätigen Forstleuten eine Plattform zu bieten.
Der Verein ist unter anderem Mitglied im Deutschen Forstwirtschaftsrat (DFWR), Kuratorium für Waldarbeit und Forsttechnik (KWF) und PEFC Deutschland. Zudem arbeitet er eng mit der Baum des Jahres – Dr.-Silvius-Wodarz-Stiftung zusammen.
International aktiv ist er im Zusammenschluss der europäischen Forstvereine (European Forestry Network, EFN) und im UNECE/FAO-FCN Forest Communicators' Network. Darüber hinaus kooperiert der Forstverein seit 1984 mit der Polnischen Forstgesellschaft (Polskie Towarzystwo Leśne, PTL).

## Mitgliedschaft und Mitglieder-Magazin
Die Mitgliedschaft ist mit dem Eintritt in einen Länderforstverein verbunden. Mitglied kann jede natürliche Person werden. Nach zahlreichen Vorläufern wird seit 2006 das Forstverein-Magazin „proWALD“ als Mitteilungsorgan über den Wald und die Forstwirtschaft in Deutschland herausgegeben.